# Accossato
Accossato è un'azienda italiana nata nel 1969 su idea di Giovanni Accossato (che ne è tuttora il titolare) che si occupa di produrre particolari per moto; fino al 1985 è stata anche produttrice di motocicli completi.
Oggi è un gruppo composto da varie divisioni produttive: Accossato Comandi, Accossato Telai, Accossato Radiatori, Accossato Forgiato in Alluminio e Accossato Accessori. Il gruppo possiede due stabilimenti, entrambi situati a Villastellone (TO).

## Storia
La prima realtà aziendale è nata in una cittadina della provincia di Torino, Carignano, e vennero presentate le prime motociclette destinate al fuoristrada e dotate di un forcellone completamente realizzato in alluminio.
Parallelamente alla produzione di moto complete l'azienda ha iniziato la produzione di componenti per il settore motociclistico.

## Lo sport

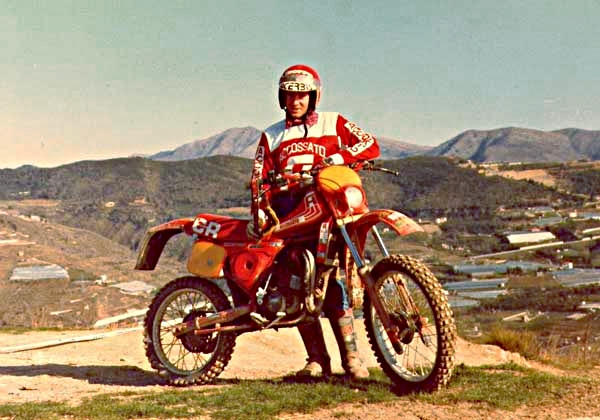
Una Accossato

La passione sportiva per le due ruote ha portato a realizzare anche moto da competizione nelle cilindrate 50-80-125 cm³. Nella classe 80 cm³, Accossato vinse il Campionato europeo di enduro dal 1983 al 1985 (Pierfranco Muraglia nel 1983 e 1984, Stefano Passeri nel 1985).
Dopo la vittoria del campionato del mondo nel 1985, l'azienda ha deciso di ritirarsi da ogni tipo di competizione e anche alla produzione di moto, per continuare con la sua esperienza a supportare le case motociclistiche nazionali ed internazionali fornendo loro componentistica.
Tra i clienti di Accossato vi sono Piaggio, Aprilia, Triumph, Husqvarna, MV Agusta, BMW, Moto Guzzi e KTM.
Ogni agosto, ad Heidelberg (Germania), si tiene un raduno annuale degli appassionati.